# Przemysław Jodłowski
Przemysław Jakub Jodłowski – polski chemik specjalizujący się w katalizie, profesor w Katedrze Chemii i Technologii Organicznej na Wydział Inżynierii i Technologii Chemicznej Politechniki Krakowskiej. Od 1 stycznia 2025 pełni na tym wydziale funkcję prodziekana ds. organizacyjnych.

## Życiorys naukowy
W 2009 r. ukończył studia na Wydziale Energetyki i Paliw Akademii Górniczo-Hutniczej w Krakowie. W 2013 r. na Wydziale Chemii Uniwersytetu Jagiellońskiego uzyskał stopień doktora chemii za rozprawę pt. Katalityczne wypełnienie strukturalne o zintensyfikowanym transporcie masy do kontroli emisji z silników zasilanych biogazem; jego promotorami byli Joanna Profic-Paczkowska i Andrzej Kołodziej. W tym samym roku został zatrudniony na Politechnice Krakowskiej, gdzie w 2018 r. nadano mu stopień doktora habilitowanego na podstawie pracy pt. Projektowanie konwertera katalitycznego do usuwania zanieczyszczeń z silników zasilanych biogazem: od centrum aktywnego do wypełnienia strukturalnego reaktora. W 2025 r. uzyskał tytuł profesora nauk inżynieryjno-technicznych w dyscyplinie inżynieria chemiczna.
Odbył szereg staży badawczych (Uniwersytet w Bath, Uniwersytet w Caen, University of Bradford i Uniwersytet Karola w Pradze). 
Jest redaktorem czasopisma Scientiae Radices.

## Badania
Do jego zainteresowań naukowych można zaliczyć katalizę heterogeniczną, sieci metaloorganiczne, spektroskopię, sonochemię i chemię biomedyczną. W trakcie pandemii COVID-19 prowadził badania nad zastosowaniem sieci metaloorganicznych jako nośników leków, takich jak chlorochina i akryflawina. W swoich badaniach wykazał, że uwalnianie leków z matrycy sieci metaloorganicznych redukuje występowanie efektów ubocznych, takich jak arytmia czy przerost mięśnia sercowego. Prowadził również badania nad zastosowaniem sieci metaloorganicznych jako materiałów do sztucznej nerki. Wykazał, że odpowiednia modyfikacja sieci metaloorganicznych na etapie syntezy umożliwia zwiększenie pojemności sorpcyjnej materiałów porowatych. 
W ramach badań nad zastosowaniem ultradźwięków do syntezy materiałów porowatych otrzymał nieznaną wówczas strukturę sieci metaloorganicznej Hf-MIL140A. Prowadził badania z zastosowaniem promieniowania synchrotronowego na synchrotronie PSI w Villigen. 